# Maxime Faivre
Pour les articles homonymes, voir Faivre.
Léon Eugène Maxime Faivre né le 5 janvier 1856 à Paris, où il est mort le 5 janvier 1941, est un peintre français.

## Biographie

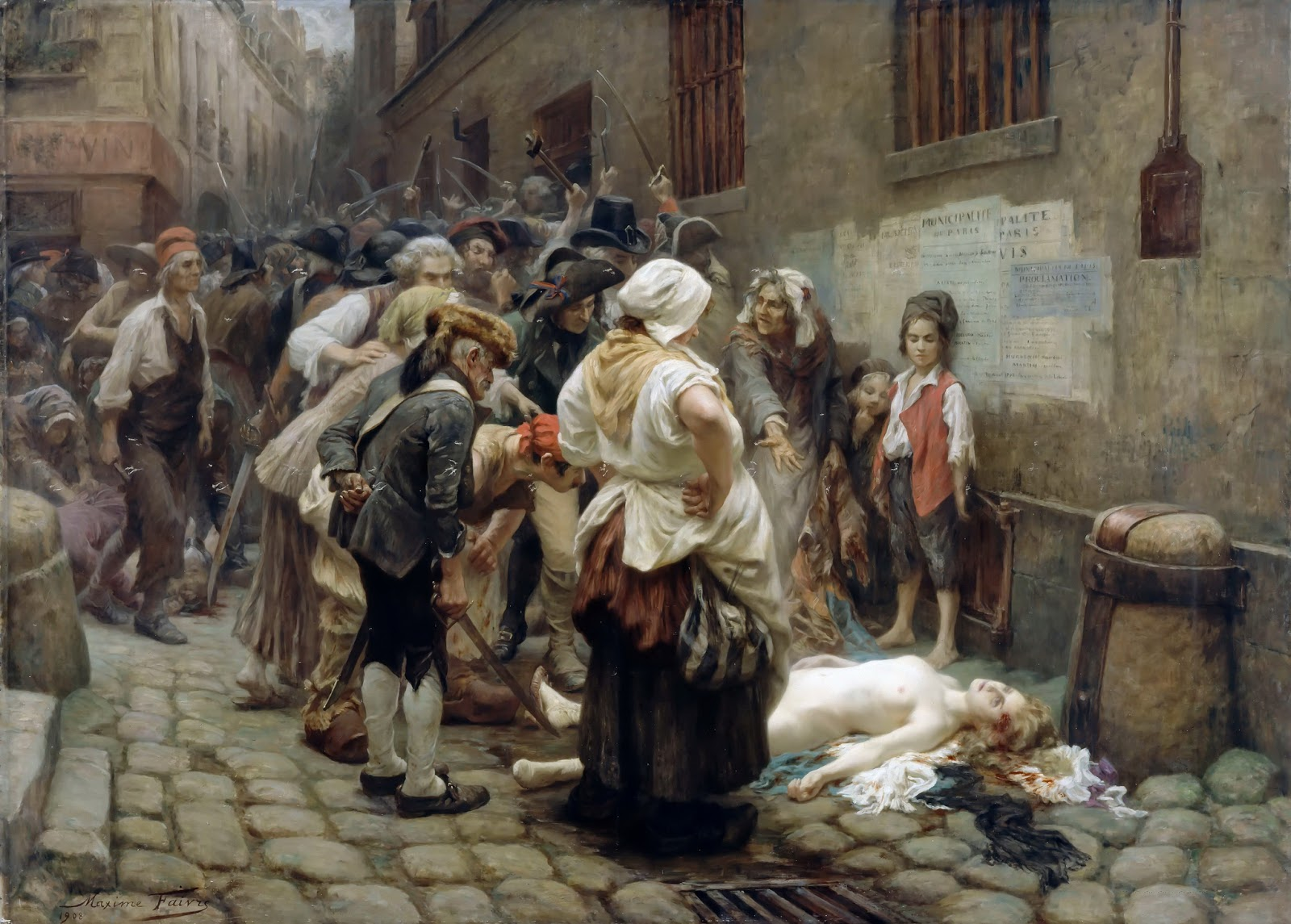
La Mort de la princesse de Lamballe (1908), huile sur toile, Vizille, musée de la Révolution française.

Élève de Jean-Léon Gérôme, il expose au Salon des artistes français entre 1877 — en exposant une vue de L'Intérieur de l'atelier de Monsieur Gérôme — et 1932. Peintre d'histoire, il est vite conquis par la mode « préhistorique » qui s'empare des peintres dans les années 1880, aux côtés de Fernand Cormon, Paul Jamin, ou Emmanuel Benner. Il illustre ainsi plusieurs fois l'épopée des premiers hommes, comme au Salon de 1884 où il expose L'Envahisseur, épisode d'une migration à l'Âge de pierre, ou au Salon de 1888 où il présente Deux mères mettant en scène l'affrontement entre une mère préhistorique cherchant à défendre ses enfants, et une mère ourse en quête de nourriture pour ses petits. 
Il expose régulièrement au Salon des artistes français entre 1877 et 1912. 
Faivre traite aussi l'histoire antique (Dernière Victoire !, présenté au Salon de 1880), l'histoire médiévale (La Mort de Guillaume le Conquérant exposé au Salon de 1881), et l'histoire moderne (avec La Mort de la princesse de Lamballe, sensation au Salon de 1908). Il produit également un grand nombre de portraits.
Il meurt à Paris le 5 janvier 1941, jour de ses 85 ans.

## Œuvres
- L'Intérieur de l'atelier de Monsieur Gérôme, Salon de 1877, localisation inconnue.
- Dernière Victoire !, 1880, huile sur toile, 230 × 179 cm, Lisieux, musée d'Art et d'Histoire.
- Les femmes de la Révolution, Salon de 1904, Lisieux, musée d'Art et d'Histoire.
- La Mort de Guillaume le Conquérant, Salon de 1881, huile sur toile, localisation inconnue.
- L'Envahisseur, épisode d'une migration à l'Âge de pierre, 1884, huile sur toile, 259 × 189 cm, Vienne, musée des Beaux-Arts et d'Archéologie.
- Deux mères, 1888, huile sur toile, Paris, musée d'Orsay.
- L'atelier du sculpteur Henri Allouard, 1905, huile sur toile, Paris, Petit Palais.
- La Mort de la princesse de Lamballe, 1908, huile sur toile, Vizille, musée de la Révolution française. Esquisse à Vernon, musée Alphonse-Georges-Poulain.
- Mon bel œillet, Salon de 1909, localisation inconnue.